# UCI World Tour 2021
L'UCI World Tour 2021 fou l'onzena edició de l'UCI World Tour.
Les dues curses inicialment previstes pel mes de gener, el Tour Down Under i la Cadel Evans Great Ocean Road Race, foren anul·lades per culpa de la pandèmia de COVID-19, per la qual cosa el nombre de proves passà a ser de 33. Posteriorment foren anul·lades les dues curses canadenques, el Gran Premi Ciclista de Quebec i el Gran Premi Ciclista de Mont-real, la Cyclassics Hamburg i el Tour de Guangxi, de manera que, finalment, hi hagué 29 curses.

## Equips
El 5 de novembre de 2020 la Unió Ciclista Internacional confirmà 18 equips amb llicència UCI WorldTeam. Finalment, 19 equips van obtenir la llicència UCI WorldTeam per a la temporada 2021.
A més, l'equip belga de categoria UCI ProTeam Alpecin-Fenix també fou convidat a totes les curses gràcies a ser el millor equip de la segona divisió d'equips durant la temporada anterior; però no tenia l'obligació de disputar totes les curses. L'equip francès Arkéa-Samsic, segon millor equip de categoria UCI ProTeam el 2020, també fou convidat a totes les curses d'un dia del World Tour.
| Codi | Equip                              | Propietari de la llicència       | País                | Grup       | Bicicletes  | Rodes             | Creació |
| ---- | ---------------------------------- | -------------------------------- | ------------------- | ---------- | ----------- | ----------------- | ------- |
| ACT  | AG2R Citroën Team                  | EUSRL France Cyclisme            | França              | Campagnolo | BMC         | Campagnolo        | 1992    |
| AST  | Astana-Premier Tech                | Olympus Sarl                     | Kazakhstan          | Shimano    | Wilier      | Corima            | 2007    |
| TBV  | Bahrain Victorious                 | Bahrain World Tour Cycling Team  | Bahrain             | Shimano    | Merida      | Vision            | 2017    |
| BOH  | Bora-Hansgrohe                     | Ralph Denk pro cycling GmbH      | Alemanya            | Shimano    | Specialized | Roval             | 2010    |
| COF  | Cofidis                            | Cofidis Compétition EUSRL        | França              | Campagnolo | De Rosa     | Fulcrum           | 1996    |
| DQT  | Deceuninck-Quick Step              | Decolef Lux Sarl                 | Bèlgica             | Shimano    | Specialized | Roval             | 2003    |
| EFN  | EF Education-Nippo                 | Slipstream Sports LLC            | Estats Units        | Shimano    | Cannondale  | Vision            | 2005    |
| GFC  | Groupama-FDJ                       | Société de Gestion de L'Echappée | França              | Shimano    | Lapierre    | Shimano           | 1997    |
| IGD  | Ineos Grenadiers                   | Tour Racing Limited              | Regne Unit          | Shimano    | Pinarello   | Shimano           | 2010    |
| IWG  | Intermarché-Wanty-Gobert Matériaux | Want You Cycling                 | Bèlgica             | Shimano    | Cube        | Fulcrum           | 2008    |
| ISN  | Israel Start-Up Nation             | Cycling Academy Ltd.             | Israel              | Shimano    | Factor      | Black Inc         | 2015    |
| TJV  | Jumbo-Visma                        | Team Oranje Road BV              | Països Baixos       | Shimano    | Cervélo     | Shimano           | 1984    |
| LTS  | Lotto-Soudal                       | Belgian Cycling Project          | Bèlgica             | Campagnolo | Ridley      | Campagnolo        | 2012    |
| MOV  | Movistar Team                      | Abarca Sports S.L.               | Espanya             | SRAM       | Canyon      | Zipp              | 1980    |
| BEX  | Team BikeExchange                  | GreenEdge Cycling                | Austràlia           | Shimano    | Bianchi     | Shimano et Vision | 2012    |
| DSM  | Team DSM                           | SMS Cycling B.V.                 | Alemanya            | Shimano    | Scott       | Shimano           | 2005    |
| TQA  | Team Qhubeka Assos                 | Ryder Cycling                    | Sud-àfrica          | Shimano    | BMC         | Hunt              | 1997    |
| TFS  | Trek-Segafredo                     | Trek Factory Racing              | Estats Units        | SRAM       | Trek        | Bontrager         | 2011    |
| UAD  | UAE Team Emirates                  | CGS Cycling Team AG              | Emirats Àrabs Units | Campagnolo | Colnago     | Campagnolo        | 1990    |

## Calendari i resultats
| Núm. | Data                       | Cursa                     | País                    | Cat | Vencedor              | Segon                | Tercer                |
| ---- | -------------------------- | ------------------------- | ----------------------- | --- | --------------------- | -------------------- | --------------------- |
| 1    | 21-27 de febrer            | UAE Tour                  | Emirats Àrabs Units     | 5   | Tadej Pogačar         | Adam Yates           | João Almeida          |
| 2    | 27 de febrer               | Omloop Het Nieuwsblad     | Bèlgica                 | 5   | Davide Ballerini      | Jake Stewart         | Sep Vanmarcke         |
| 3    | 6 de març                  | Strade Bianche            | Itàlia                  | 5   | Mathieu Van der Poel  | Julian Alaphilippe   | Egan Bernal           |
| 4    | 7-14 de març               | París-Niça                | França                  | 3   | Maximilian Schachmann | Aleksandr Vlàssov    | Ion Izagirre          |
| 5    | 10-16 de març              | Tirrena-Adriàtica         | Itàlia                  | 3   | Tadej Pogačar         | Wout Van Aert        | Mikel Landa           |
| 6    | 20 de març                 | Milà-Sanremo              | Itàlia                  | 3   | Jasper Stuyven        | Caleb Ewan           | Wout Van Aert         |
| 7    | 22-28 de març              | Volta a Catalunya         | Catalunya               | 4   | Adam Yates            | Richie Porte         | Geraint Thomas        |
| 8    | 24 de març                 | Classic Bruges-De Panne   | Bèlgica                 | 5   | Sam Bennett           | Jasper Philipsen     | Pascal Ackermann      |
| 9    | 26 de març                 | E3 Saxo Bank Classic      | Bèlgica                 | 4   | Kasper Asgreen        | Florian Sénéchal     | Mathieu van der Poel  |
| 10   | 28 de març                 | Gant-Wevelgem             | Bèlgica                 | 3   | Wout Van Aert         | Giacomo Nizzolo      | Matteo Trentin        |
| 11   | 31 de març                 | A través de Flandes       | Bèlgica                 | 5   | Dylan van Baarle      | Christophe Laporte   | Tim Merlier           |
| 12   | 4 d'abril                  | Tour de Flandes           | Bèlgica                 | 3   | Kasper Asgreen        | Mathieu van der Poel | Greg Van Avermaet     |
| 13   | 5-10 d'abril               | Volta al País Basc        | Espanya                 | 4   | Primož Roglič         | Jonas Vingegaard     | Tadej Pogačar         |
| 14   | 18 d'abril                 | Amstel Gold Race          | Països Baixos           | 3   | Wout Van Aert         | Tom Pidcock          | Maximilian Schachmann |
| 15   | 21 d'abril                 | Fletxa Valona             | Bèlgica                 | 4   | Julian Alaphilippe    | Primož Roglič        | Alejandro Valverde    |
| 16   | 25 d'abril                 | Lieja-Bastogne-Lieja      | Bèlgica                 | 3   | Tadej Pogačar         | Julian Alaphilippe   | David Gaudu           |
| 17   | 27 d'abril - 2 de maig     | Tour de Romandia          | Suïssa                  | 3   | Geraint Thomas        | Richie Porte         | Fausto Masnada        |
| 18   | 8-30 de maig               | Giro d'Itàlia             | Itàlia                  | 2   | Egan Bernal           | Damiano Caruso       | Simon Yates           |
| 19   | 30 de maig - 6 de juny     | Critèrium del Dauphiné    | França                  | 3   | Richie Porte          | Alexey Lutsenko      | Geraint Thomas        |
| 20   | 6-13 de juny               | Volta a Suïssa            | Suïssa                  | 3   | Richard Carapaz       | Rigoberto Urán       | Jakob Fuglsang        |
| 21   | 26 de juny - 18 de juliol  | Tour de França            | França                  | 1   | Tadej Pogačar         | Jonas Vingegaard     | Richard Carapaz       |
| 22   | 31 de juliol               | Clàssica de Sant Sebastià | Espanya                 | 4   | Neilson Powless       | Matej Mohorič        | Mikkel Honoré         |
| 23   | 9-15 d'agost               | Volta a Polònia           | Polònia                 | 4   | João Almeida          | Matej Mohorič        | Michał Kwiatkowski    |
| 24   | 14 d'agost - 5 de setembre | Volta a Espanya           | Espanya                 | 2   | Primož Roglič         | Enric Mas            | Jack Haig             |
| 25   | 29 d'agost                 | Bretagne Classic          | França                  | 4   | Benoît Cosnefroy      | Julian Alaphilippe   | Mikkel Honoré         |
| 26   | 30 d'agost - 5 de setembre | Tour del Benelux          | Països Baixos · Bèlgica | 4   | Sonny Colbrelli       | Matej Mohorič        | Victor Campenaerts    |
| 27   | 19 de setembre             | Eschborn-Frankfurt        | Alemanya                | 5   | Jasper Philipsen      | John Degenkolb       | Alexander Kristoff    |
| 28   | 3 d'octubre                | París-Roubaix             | França                  | 3   | Sonny Colbrelli       | Florian Vermeersch   | Mathieu van der Poel  |
| 29   | 9 d'octubre                | Volta a Llombardia        | Itàlia                  | 3   | Tadej Pogačar         | Fausto Masnada       | Adam Yates            |

## Curses suspeses
| Data            | Cursa                             | País            | Cat | Ref.  |
| --------------- | --------------------------------- | --------------- | --- | ----- |
| 19-24 de gener  | Tour Down Under                   | Austràlia       | 3   | [ 6 ] |
| 31 de gener     | Cadel Evans Great Ocean Road Race | Austràlia       | 5   | [ 6 ] |
| 10 de setembre  | Gran Premi Ciclista de Quebec     | Canadà          | 3   | [ 7 ] |
| 12 de setembre  | Gran Premi Ciclista de Mont-real  | Canadà          | 3   | [ 7 ] |
| 22 d'agost      | Cyclassics Hamburg                | Alemanya        | 4   | [ 8 ] |
| 14-19 d'octubre | Tour de Guangxi                   | R.P. de la Xina | 5   | [ 8 ] |